# Ламперт, Михаэль
Михаэль Ламперт (нем. Michael Lampert, род. 17 июля 1972, Хёхст, Форарльберг) — австрийский хоккеист, защитник. Участник зимних Олимпийских игр 1998 года.

## Биография
Михаэль Ламперт родился 17 июля 1972 года в австрийском городе Хёкст.
Начал заниматься хоккеем с шайбой в «Фельдкирхе». В 1989—2000 годах выступал за «Фельдкирх», в составе которого шесть раз становился чемпионом Австрии (1990, 1994—1998), в 1998 году был победителем Евролиги. Впоследствии по сезону провёл в «Линце» и «Лустенау», а в 2002 году вернулся в «Фельдкирх», который вскоре вылетел во вторую лигу. Играл в его составе до 2012 года. В 2013—2016 годах защищал цвета «Самины Ранквайль» в швейцарской третьей лиге.
Считается одним из звёздных хоккеистов в истории «Фельдкирха».
Играл за юношескую и молодёжную сборные Австрии. В составе сборной Австрии два раза участвовал в чемпионатах мира: в 1997 году во втором дивизионе, в 1998 году — в первом. Провёл на чемпионатах мира 10 матчей, набрал 1 (0+1) очко.
В 1998 году вошёл в состав сборной Австрии по хоккею с шайбой на зимних Олимпийских играх в Нагано, занявшей 14-е место. Играл на позиции защитника, провёл 4 матча, шайб не забрасывал.
В 2010 году начал тренерскую карьеру. В 2010—2012 годах был играющим главным тренером «Фельдкирха». С 2012 года занимает пост генерального менеджера, в сезонах-2012/13, 2015/16, 2016/17, 2017/18, 2019/20 и 2020/21 совмещая с работой главным тренером.